# Urografía

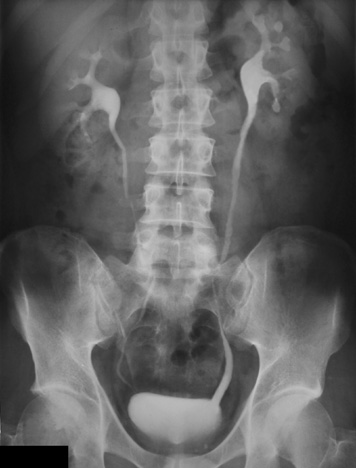
Radiografía mostrando el contraste en su tránsito por el riñón, los uréteres y la vejiga.

La urografía es un examen radiográfico de contraste, que consiste en la realización de radiografías seriadas para ilustrar el paso de contraste previamente administrado por vía intravenosa. El contraste permite la exploración y el estudio de diversas secciones de las vías urinarias y detectar alteraciones en la secreción urinaria, desde el parénquima renal hasta la vejiga. 
Se utiliza habitualmente como complemento del estudio urográfico cuando se sospecha que existen problemas en las vías urinarias. Es una técnica mínimamente agresiva y contraindicada especialmente en pacientes sensibles a la acción farmacológica del contraste. Es conveniente que el paciente se encuentre en ayunas antes de la prueba y requiere un control hemodinámico durante la misma.

## Usos
El estudio se basa en visualizar la excreción renal con el paso de los medios de contraste yodados que logran oscurecer la orina y, por tanto, hacer visibles las cavidades naturales de las vías urinarias: los conductos colectores del riñón, uréter y vejiga urinaria. La urografía permite la exploración morfológica y funcional de estos .
- Morfología, ya que proporciona una imagen fiel de los riñones y de la vía excretora;
- Funcional, ya que ofrece información precisa sobre la depuración de los riñones.

### Indicaciones
Después de inyectar un medio de contraste a base de yodo en la vena, la urografía permite ver y estudiar las diferentes secciones del tránsito de excreción de la orina: cálices y ampolla renales, los uréteres y la vejiga. De cada una de estas secciones se evaluará el tipo, la ubicación, el tamaño, el curso (en el caso de los uréteres) y la apriencia de las paredes tubulares. Además de estos hallazgos morfológicos, se pueden demostrar hallazgos funcionales, tales como apariencia, la durabilidad y la simetría de la eliminación, la intensidad y homogeneidad de la opacidad y la motilidad de las diversas secciones (la pelvis renal, uréteres y vejiga). 
Todos estos datos permiten una evaluación precisa de la función renal y las diversas secciones de la excreción. La urografía es el examen de primera elección en todas las enfermedades de las vías urinarias, tales como:
- Inflamación
- Malformaciones
- Hematuria
- Cálculos
- Cáncer
- Traumatismo de vejiga, traumatismo de riñón, etc.

## Preparación previa
Para poner de relieve las situaciones de riesgo, antes de un urograma se realizan los siguientes exámenes: electrocardiograma, azoemia, glicemia, creatinina, electroforesis proteica. Es importante asegurar claridad intestinal en la radiografía, obtenido en ayunas o con una dieta básica de alimentos sencillos los días antes del examen, con el uso de laxantes o con una evacuación al menos 8 horas antes del examen.

## Precauciones previas
Aunque no es posible descartar o asegurar la probabilidad de que ocurra una reacción adversa,y aún, una fatalidad, se recomienda una serie de medidas para brindar mayor seguridad a los pacientes, estas son:
- Identificación de grupos de riesgo:

La identificación de aquellas personas que tienen un riesgo mayor de que ocurra una reacción adversa al medio de contraste, deberá realizarse mediante un interrogatorio de sus antecedentes, prestando especial atención a reacciones previas a medicamentos, dejando constancia de su resultado. En todos los casos el paciente deberá brindar su consentimiento, luego en que ha sido informado en forma suficiente los riesgos y beneficios.
Este paso debe ser documentado en un formulario de CONSENTIMIENTO INFORMADO.
- Premedicacion y elección del medio de contraste:

Cuando se utiliza premedicacion, el esquema sugerido son corticoides, dos o tres dosis altas, iniciando su ingesta por lo menos 12 horas antes de la administración del contraste, y antihistaminico dentro de la hora previa del examen.
En casos de urgencias o pacientes sin historia conocida, se recomienda una inyección de corticoide rapidoy antihistaminico.
- Administración del medio de contraste:

El médico radiólogo evalúa y considera para cada caso la correcta indicación, tipo y dosis a utilizar y es responsable del tratamiento indicado frente a la eventualidad de una reacción adversa. 

### Contraindicaciones
Las contraindicaciones de una urografía se limitan a: hiperazoemia elevada (uremia de 1 g/L o mayor), enfermedad cardíaca grave, alergia al yodo y mieloma múltiple. En casos de embarazo, la paciente debe consultar con su especialista obstétrico en busca de un mayor beneficio por la urografía que los riesgos del examen sobre el feto. El uso de medios de contraste yodatos ocasionalmente causa una reacción alérgica por la intolerancia a la base y puede producir náuseas, vómitos, prurito, sensación de malestar generalizado, erupción cutánea, tos, debilidad.  La mayoría de los efectos adversos son casi siempre leves y se resuelven perfectamente con medidas terapéuticas.

## Procedimiento
Los medios de contraste utilizados son compuestos orgánicos a base de triodo, solubles en agua los que se inyectan por vía intravenosa o por infusión lenta. Después de la inyección de contraste se hacen radiografías seriados:
- los primeros 2-3 minutos de la inyección: es la placa radiológica funcional de la urografía;
- los siguientes 10-15 minutos, y 30-45 minutos de la infusión intravenosa, y más tarde en algunos casos: son las placas morfológicas de la urografía.

Una encuesta realizada correctamente debe permitir la exploración y el estudio de los riñones, cálices renales, uréteres y vejiga. Este último debe ser considerado cuando complete el llenado y, posteriormente, después de la micción del contraste. En la sospecha de la ptosis renal, debe ejecutarse una radiografía en posición vertical, lo que permite una documentación más precisa sobre la localización del riñón.
La urografía por infusión intravenos lenta está especialmente indicada en la pobreza de imágenes en la urografía estándar, y en casos de insuficiencia renal importante, incluso en cifras de urea en sangre superiores a los 2 g/L.